# Кенкол
Кенкол (кирг. Кеңкол) — село в Ала-Букинском районе Джалал-Абадской области Кыргызстана. Входит в состав Оруктунского айылного аймака.

## География
Село расположено в юго-западной части области, на берегах реки Куйгумен-Сай, на расстоянии приблизительно 8 километров (по прямой) к западу от села Ала-Бука, административного центра района. Абсолютная высота — 1336 метров над уровнем моря.

## История
До 19 марта 2004 года село носило название Куйгумен.

## Население
Согласно оценочным данным Национального статистического комитета Кыргызской Республики, численность населения села на начало 2023 года составляла 830 человек.
| год     | 2009 | 2014 | 2015 | 2020 | 2021 | 2023 |
| ------- | ---- | ---- | ---- | ---- | ---- | ---- |
| человек | 644  | 631  | 657  | 751  | 773  | 830  |